# 佐竹義術
佐竹 義術（さたけ よしやす）は、佐竹氏一門の佐竹北家第15代当主。佐竹北家角館第8代所預。

## 生涯
寛政5年（1793年）、佐竹義文の子として生まれる。文政7年（1824年）、藩主佐竹義厚が将軍徳川家斉に拝謁する際に同席する。文政8年（1825年）、父の隠居により家督を相続し、角館城代となる。天保5年（1834年）、北浦一揆が発生すると、自ら一揆勢と面談して取り鎮めた。天保7年（1837年）、嫡男の義陳（よしのぶ）が17歳で早世する。天保12年（1841年）死去。家督は外孫（長女の長男）で多賀谷厚孝の長子である義許が養子となって相続した。